# Sola (Noorwegen)
Sola is een gemeente in de Noorse provincie Rogaland in het zuiden van Noorwegen. Het ligt in het noorden van Jæren aan de Hafrsfjord. Het grenst in het noorden en oosten aan Stavanger, in het oosten aan Sandnes en in het zuiden aan Klepp.
Sola heeft zandstranden waar regelmatig wordt gesurft.
Sola maakt deel uit van de agglomeratie Stavanger die een aanzienlijke groei heeft doorgemaakt sinds het begin van de Noorse olieindustrie. De gemeente telde 19.832 inwoners in januari 2005. In 2014 was dit opgelopen tot 25.083.
De Luchthaven Stavanger Sola die Stavanger en omgeving bedient ligt in Sola. In Sola is ook het luchtvaartmuseum Flyhistorisk Museum.

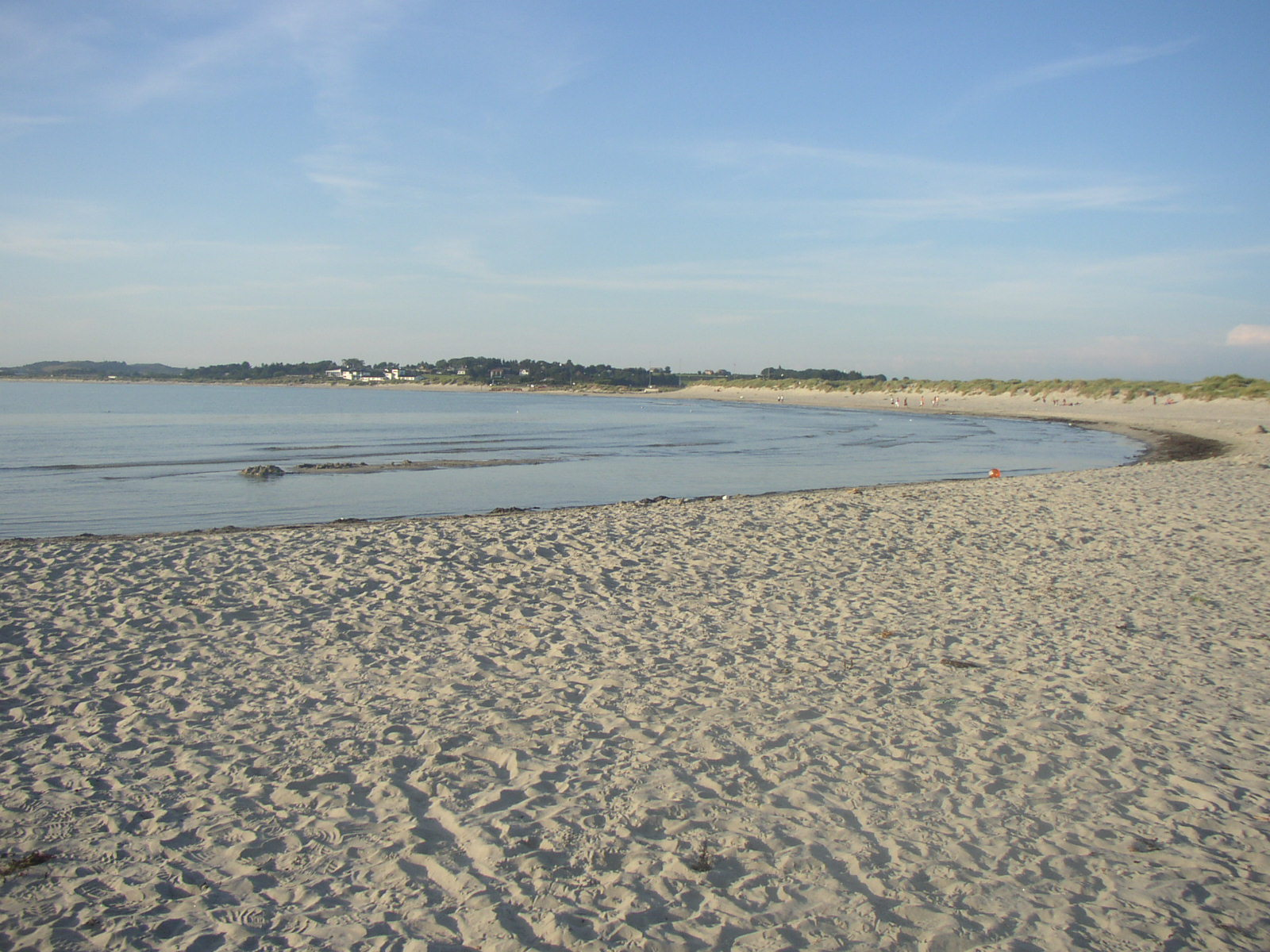
Strand van Sola

## Plaatsen in de gemeente
- Hålandsmarka
- Stenebyen
- Tananger

## Geboren in Sola
- Camilla Herrem (1986), handbalster

Bjerkreim · Bokn · Eigersund · Gjesdal · Hå · Haugesund · Hjelmeland · Karmøy · Klepp · Kvitsøy · Lund · Randaberg · Sandnes · Sauda · Sokndal · Sola · Stavanger · Strand · Suldal · Time · Tysvær · Utsira · Vindafjord

Fylker van Noorwegen